# Microcoelia bispiculata
Microcoelia bispiculata är en orkidéart som beskrevs av Lars Jonsson. Microcoelia bispiculata ingår i släktet Microcoelia och familjen orkidéer. Inga underarter finns listade i Catalogue of Life.